# Giả thuyết UFO tâm lý xã hội
Giả thuyết tâm lý xã hội, viết tắt PSH, lập luận rằng ít nhất một số báo cáo UFO được giải thích tốt nhất bằng phương thức tâm lý hoặc xã hội. Nó thường trái ngược với giả thuyết ngoài Trái Đất (ETH) khá nổi tiếng và đặc biệt phổ biến trong giới nghiên cứu UFO ở Anh, như David Clarke, Hilary Evans, biên tập viên của tạp chí Magonia, và nhiều cộng tác viên cho tạp chí Fortean Times. Nó cũng phổ biến ở Pháp kể từ khi xuất bản một cuốn sách vào năm 1977 được viết bởi Michel Monnerie, với nhan đề Et si les ovnis n'existaient pas? (Điều gì xảy ra nếu UFO không tồn tại?). Giới UFO học cho rằng giả thuyết tâm lý xã hội đôi khi bị nhầm lẫn với việc hạ bệ chống lại ETH tích cực, nhưng có một sự khác biệt quan trọng ở chỗ nhà nghiên cứu PSH coi UFO là một chủ đề thú vị đáng để nghiên cứu nghiêm túc, ngay cả khi nó được tiếp cận bằng thái độ hoài nghi (tức là cách không đáng tin).
Giả thuyết tâm lý xã hội được xây dựng dựa trên phát hiện rằng hầu hết các báo cáo UFO đều có những giải thích thông thường như thiên thể, đèn máy bay, bóng bay và một loạt những thứ lẫn lộn khác nhìn thấy trên bầu trời thể hiện sự hiện diện của bầu không khí cảm xúc bất thường làm sai lệch nhận thức và ý nghĩa thấy được và sự bất thường của các chất kích thích trên mặt đất đơn thuần. Trong tình huống kỳ lạ hơn khi mọi người thú nhận việc tiếp xúc trực tiếp với người ngoài hành tinh, nhu cầu tiếp cận tâm lý xã hội dường như được bắt buộc bởi sự hiện diện của ít nhất 70 lời xác nhận của những người gặp người Sao Kim và ít nhất 50 lời xác nhận gặp người Sao Hỏa; cả hai thế giới bây giờ được biết là không thể ở được và chẳng có nền văn minh tiên tiến nào. Trò bịp bợm xem ra giải thích một số tuyên bố của những người tiếp xúc này, nhưng những cơn mộng mị, ảo giác và những diễn biến tinh thần khác rõ ràng có liên quan đến chất liệu dựa trên huyền thoại như vậy. Bằng cách khái quát hóa, các tài liệu khác cho thấy sự hiện diện của các thực thể ngoài hành tinh đến từ nơi khác mà giả thuyết vừa nêu có thể giải thích được bằng các cách thức tương tự. Sự hiện diện quan sát về hoạt động và hình ảnh hoặc chủ đề giống như giấc mơ siêu thực dựa trên môi trường văn hóa và các nguồn tài liệu được hiểu theo lịch sử củng cố cho đề xuất rằng giả thuyết ngoài Trái Đất là không cần thiết và, bằng dao cạo Occam, có lẽ không chính xác.